# Comunicarea în mediul online
Comunicarea în mediul online reprezintă un ansamblu de acțiuni  și procese mediate de computere prin care interlocutorii își transmit informații prin mesaje ce pot căpăta diverse forme. Comunicarea este un proces absolut indispensabil omenirii, iar de-a lungul timpului mesajele au fost transmise prin diverse căi, comunicarea căpătând astfel diverse forme și fiind utilizată în diverse medii. Cercetările privind CMC se concentrează în mare măsură pe efectele sociale ale diferitelor tehnologii de comunicare suportate de computer. Multe studii recente implică rețele de socializare bazate pe internet, susținute de software social. 
În timp ce termenul s-a referit în mod tradițional la acele comunicări care au loc prin intermediul formatelor mediate de computer (de exemplu, mesagerie instantanee, e-mail, camere de chat, forumuri online, servicii de rețele sociale), el a fost aplicat și altor forme de interacțiune bazată pe text, cum ar fi mesaje text.

## Istoric
Începuturile au fost reprezentate de comunicarea scrisă și grafică, prin text și simboluri de imagistică, alături de comportament și sistemul gestual. Însă omenirea nu s-a rezumat doar la aceste căi de comunicare. Aceste modalități ne puteau ajuta fără nicio problemă în a derula o conversație, însă pentru a putea comunica în masă trebuia să existe o metodă mai performantă. În acest fel s-a dezvoltat presa scrisă. Ținând cont de faptul că în acest proces de comunicare trebuie să existe înțelegere și cooperare între interlocutori, interesul și atragerea publicului căpătau noi dimensiuni deja. 
Comunicarea este un proces ce se află în perfectă legătură cu persuasiunea, iar în mass-media înțelegerea acestui fapt este esențială. Cu cât comunicatorii reușesc să persuadeze publicul, cu atât mai mult își vor putea atinge scopul final. Pentru a reuși să atragă mase de oameni cât mai mari și pentru a acapara publicul cu forme cât mai diverse și mai atractive de comunicare, era nevoie încă odată de un nou început. Astfel, nu a mai existat decât un singur pas până la comunicarea prin media televizate și radio.
Dezvoltarea procesului de comunicare a fost continuă de aici și pași noi aveau să iasă la suprafață. Odată cu nașterea mediului virtual, comunicarea a depășit orice barieră, iar libertatea este caracteristica primordială a acestui proces în zilele noastre.   

## De la 1.0 la Multimedia Content
La începutul anilor 90 moda deja se diversificase. Apariția internetului a adus cu sine o explozie a comunicării în masă, apărând primele pagini web, sub formă de limbaj hypertext la acea vreme.
Totuși, limbajul HTML nu era atât de complex încât să poți transmite emoții prin conținut, acesta având mai degrabă un caracter static (text, poze, tabele, iconi etc). Tehnologiile avansau rapid, iar specialiștii IT au găsit soluția la aceste probleme, avansând din ce în ce mai mult spre Web 2.0, Blogging și Social Media, ajungând să integreze conținut vizual și audio în conceptul de web și adăugând elementul final ce a generat surpriza: interactivitatea. 
În scurt timp internetul avea să devină pe lângă mijlocul preferat de comunicare și un bun instrument de marketing . Având astfel oportunitatea de a combina text, imagine, video și audio, specialiștii în web design au început să creeze platforme online din ce în ce mai avansate, iar comunicarea online a început să capete o cu totul altă anvergură. 
Totul a început să evolueze și un nou domeniu avea să prindă viață și să se dezvolte extraordinar: marketingul online – noua formă de comunicare din mediul virtual.

## Era New Media
În ultimul deceniu, online-ul a început să însemne mai mult decât web design, deși de aici pleacă totul, de la un site profesionist. Online-ul a început să însemne un dialog continuu între oameni, o permanentă ocazie de oferire a unui feedback față de orice informație ne este pusă la dispoziție. 
În această eră rețelele sociale au câștigat teren incredibil de mult. Toate acestea s-au întâmplat dintr-o rațiune destul de simplă: ele permit elementul surpriză și-l încadrează perfect în context, fie că scopul comunicării este strict informativ, fie că face referire la promovare. Rețelele sociale sunt încoronate ca regine ale interactivității. 
De la site-uri în HTML și web design se ajunge, așadar, la Facebook, Twitter, Instagram și la un nou mod de a comunica. 

## Conținutul este cheia succesului
Pentru a putea diferenția acum site-urile în mediul online, acolo unde concurența este în totală creștere pe absolut orice nișă, era nevoie de un element diferențiator, un element care să scoată în evidență informațiile oferite de un anumit site. Acest element este CONȚINUTUL!
Pentru a putea comunica indiferent de bariere ai nevoie de conținut original, adaptat publicului țintă, care să diferențieze și să poziționeze corect web site-ul tău. 
Atunci când vorbim de conținut trebuie să aducem aminte de singura caracteristică ce poate transforma conținutul în mină de aur sau într-un deșert secătuit de valoare: unicitate.
Așadar, specialiștii în web design, dar și web developerii au început să creeze platforme din ce în ce mai atractive grafic, cu elemente de eleganță și cu tot felul de pachete de optimizare integrate, iar etapa finală cădea pe umerii unui content manager care trebuia să redacteze conținutul de prezentare pentru acel site. Acest lucru însemna ciclul perfect un web site profesionist. Era singurul mod de a crește.  
În acest mod, comunicarea în online a avansat progresiv și a atins cote inimaginabile, urmărind să-și îndeplinească încă de la începutul obiectivele prestabilite. 
În același sens, într-o explozie online a site-urilor create pe diferite platforme facile, cu teme elegante dar în același timp folosite de sute sau chiar mii de alte site-uri web, un alt element de „unicitate” care poate face diferența este felul in care alegem sa dezvoltăm siteul web: alegem o soluție custom, originală și flexibilă sau alegem un teren bătătorit dar mai puțin flexibil, al unui site dezvoltat pe o platforma open source (precum WordPress, Drupal, Joomla, etc), care poate în schimb aduce alte avantaje .
Obiective ale comunicării online
- Generarea notorietății
- Crearea de lead-uri
- Creșterea ratei de impact a informației prezentate către public
- Îmbunătățirea ratei de engagememt a publicului
- Creșterea vânzărilor
- Fidelizare

În cele din urmă, toate aceste obiective s-au rezumat mereu într-un scop final și concret în lumea virtuală, anume prezența online pe o poziție cât mai avantajoasă, pentru a putea beneficia de cât mai multe avantaje ale acestui mediu.

## Concluzii
Încă de la apariția sa, internetul a fost într-o reală cursă contra cronometru, dezvoltând și punând bazele unei noi modalități de comunicare. Prin intermediul acestei posibilități și datorită multitudinii de canale puse la dispoziție, Internetul a reprezentat cel mai mare punct de reper în ceea ce privește comunicarea. 
Într-un mediu atât de concurențial și aflat în continua mișcare, poziția informației determină  notorietatea și succesul mesajului sau lipsa de vizibilitate și decăderea sa.
În mediul online totul circulă cu o altă viteză, așa încât, specialiștii sunt întotdeauna preocupați de mai mult, mai bine, mai corect și mai ales MAI SUS. Performanța este cea care dictează tendințele în acest mediu, așa încât comunicarea în mediul online trebuie să fie în continuă mișcare ascendentă pe scala performanței.

## Crimă
Traficul de sex cibernetic și alte infracțiuni cibernetice implică comunicare mediată de computer. Cyber crimă pot efectua crimele în orice locație în care au un computer sau o tabletă cu un webcam sau un smartphone cu o conexiune la internet. Ei se bazează, de asemenea, pe rețelele sociale media, conferințe video, site-uri de partajare video pornografic, pagini de datină, camere de chat online, aplicații, site-uri întunecate și alte platforme. Ei folosesc sisteme de plată online și criptocurrențe pentru a-și ascunde identitatea. Milioane de rapoarte ale acestor crime sunt trimise autorităților anual. Sunt necesare noi legi și proceduri de poliție pentru combaterea infracțiunilor care implică CMC.